# Вільям Руфус Дей
Вільям Руфус Дей (англ. William Rufus Day; 17 квітня 1849 — 9 липня 1923) — американський політик-республіканець, 36-й Держсекретар США, а також член Верховного суду США.

## Життєпис
Вільям Дей народився в Равенні, Огайо. Його батьком був Лютер Дей, член Верховного Суду Огайо. У 1870 закінчив Мічиганський університет, а в 1871 юридичну школу при тому ж університеті. У наступному році оселився в Кантоні, де почав адвокатську практику разом з Вільямом Лінчем. Незабаром вступив в республіканську партію, де у нього з часом з'явився великий авторитет.
Був дуже хорошим другом Вільяма Мак-Кінлі, з яким познайомився на партроботі. Був його політичним і юридичним радником на виборах в Сенат США, губернаторських виборах в Огайо, і, урешті-решт на президентських. 3 травня 1897 президент Мак-Кінлі призначив Дея заступником Держсекретаря США Джона Шермана. Але той не виправдав очікувань президента, і майже через рік Вільям Дей був призначений на місце Шермана.
Через кілька місяців Дей був знятий з посади Вільямом Мак-Кінлі, який незабаром призначив його головою спеціальної комісії, яка повинна була виробити мирний договір, який завершив Іспано-американську війну. З приводу іспанських колоній у Дея і Мак-Кінлі виникли розбіжності. Дей пропонував передати США тільки Кубу, тоді як Мак-Кінлі наполягав ще й на Філіппінах, Пуерто-Рико, і Гуамі. Проте при укладенні мирного договору в Парижі він висловив умови Мак-Кінлі.
25 лютого 1899 Мак-Кінлі призначив Дея суддею в Апеляційний суд США 6-го округу. 28 лютого Сенат США підтвердив призначення.
19 лютого 1903 президент Теодор Рузвельт призначив Дея вже на більш високий пост судді Верховного суду США. 23 лютого Сенат підтвердив призначення.
Був затятим антимонополістам, і відповідно був на боці уряду у справах проти «Standard Oil», «American Tobacco» (1911), «Union Pacific» (1912), і «Southern Pacific» (1922).
Пішов у відставку 13 листопада 1922, після чого деякий час працював у Комісії з репарацій, головне завдання якої була визначення умов виплат Німеччиною.
9 липня 1923 помер у Макіно-Айленд. Похований на цвинтарі Вест Лавн у Кантоні.